# The Battle: Roar to Victory
Pour plus de détails, voir Fiche technique et Distribution.
The Battle: Roar to Victory (hangeul : 봉오동 전투 ; RR : Bongodong Jeontoo ; litt. « La Bataille de Fengwudong ») est un film historique sud-coréen réalisé par Won Shin-yeon, sorti en 2019.
Il totalise plus de trois millions d'entrées au box-office sud-coréen de 2019.

## Synopsis
En 1920, durant l'occupation japonaise de la Corée, une féroce bataille a lieu en Mandchourie entre des militants indépendantistes coréens, commandés par Hong Beom-do (en), et les forces japonaises.

## Fiche technique
Sauf indication contraire ou complémentaire, les informations mentionnées dans cette section peuvent être confirmées par la base de données KMDb
- Titre original : 봉오동 전투
- Titre international : The Battle: Roar to Victory
- Réalisation : Won Shin-yeon
- Scénario : Chun Jin-woo
- Costumes : Jo Sang-gyeong
- Photographie : Kim Young-ho
- Son : Gong Tae-won
- Montage : Yang Jin-mo
- Musique : Jang Young-gyu
- Production : Kim Tae-won
- Société de production : Bigstone Pictures, W-Pictures et Showbox
- Société de distribution : Showbox
- Pays d’origine :  Corée du Sud
- Langue originale : coréen
- Format : couleur
- Genre : historique
- Durée : 135 minutes
- Dates de sortie :
  -  Corée du Sud : 7 août 2019

## Distribution
- Yoo Hae-jin : Hwang Hae-cheol[1]
- Ryu Jun-yeol : Lee Jang-ha[1]
- Jo Woo-jin : Ma Byeong-goo[1]
- Kazuki Kitamura : Yasukawa Jiro[1]
- Hiroyuki Ikeuchi : Kusanagi[1]
- Park Ji-hwan : Arayoshi Sigeru[1]
- Choi Yu-hwa (en) : Lim Ja-hyeon[1]
- Lee Jae-in : Choon-hee[1]
- Kotaro Daigo : Yukio[1]
- Won Pung-yeon : Lee Jin-seong[1]
- Yang Hyeon-min (de) : Ah Ga-ri[1]
- Hong Sang-pyo : Jae-soo[1]
- Won Jin : Gil-san[1]
- Sung Yoo-bin : Gae-Ddong
- Go Min-si : Hwa-ja

## Controverse
Le 5 août 2019, deux jours avant la sortie du film, l'équipe de production découvre que le tournage dans la province du Gangwon a endommagé l'habitat naturel de la fleur Pulsatilla koreana (en), endémique à la Corée. La société de production présente officiellement ses excuses pour les dommages irréversibles causés à la nature à cause de la spécificité du tournage et déclare avoir payé des amendes au ministère de l'environnement (en) et au gouvernement local,,.
Dans une interview pour le Korea Economic Daily (en), le réalisateur Won Shin-yeon présente ses regrets que cela se soit produit malgré ses précautions pour que le tournage n’abîme pas l'environnement.